# Hélène Sparrow

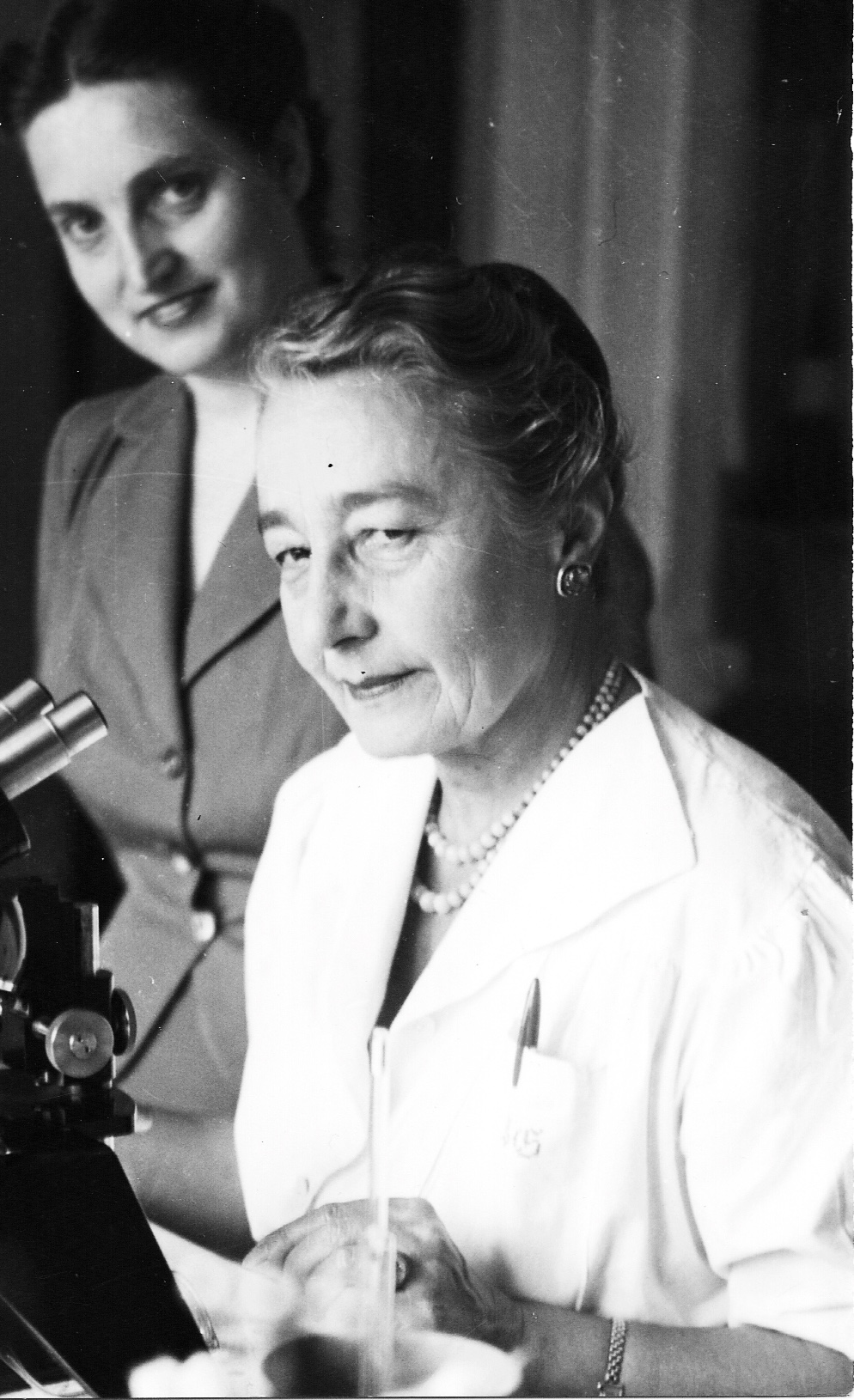
Hélène Sparrow (1958)

Hélène Sparrow (* 5. Juni 1891 in Bohuslaw, Gouvernement Kiew, Russisches Kaiserreich; † 13. November 1970 in Pietranera auf Korsika) war eine polnische und französische Bakteriologin und Mikrobiologin. Nach dem Ersten Weltkrieg bekämpfte sie erfolgreich den Typhus in Polen. Später entwickelte sie in Polen und Tunesien Impfprogramme gegen Diphtherie, Scharlach, Fleck- und Rückfallfieber.

## Leben und Wirken
Sparrow war die Tochter polnischer Eltern und wuchs in Kiew auf. Im Jahr 1915 trat sie als Ärztin in den Dienst der russischen Armee, um die Seuchen an der Front zu bekämpfen. Typhus verursachte im Ersten Weltkrieg mehr Todesfälle als Waffen. Nach Kriegsende arbeitete sie an der Universitätsklinik von Dorpat (Estland) und später am Institut für Bakteriologie in Kiew.
Im Jahr 1920 leitete Sparrow den Schutzimpfdienst am Staatlichen Gesundheitsinstitut in Warschau. Ein Einsatz führte sie zur Bekämpfung der Cholera in Grodno. Anschließend forschte sie seit 1921 am Typhus-Institut der Universität Lemberg. Sie organisierte die Gesundheitskontrolle der aus der Sowjetunion zurückgeführten Polen. 
Praktika und Kurse führten Sparrow 1923 und 1924 an Pasteur-Institute in Lille, Brüssel und Paris sowie an das Institut für Hygiene in Straßburg. Darunter fielen Arbeiten am Tuberkulose-Impfstoff Bacillus Calmette-Guérin (BCG). Am Institut Pasteur in Tunis arbeitete sie 1925 mit Charles Nicolle zusammen, der ihr Mentor wurde und drei Jahre später den Nobelpreis für Medizin erhielt.
In Polen organisierte Sparrow 1925 eine Impfkampagne gegen Scharlach. Unterstützt wurde sie dabei vom französischen Kinderarzt Robert Debré, den der Völkerbund entsandte. Mit einer Arbeit über die Probleme der Immunisierung gegen Fleckfieber (Typhus exanthemicus) wurde sie 1928 promoviert. Anschließend arbeitete Sparrow als Titularprofessorin für Bakteriologie an der Universität Warschau. Von 1930 bis 1933 organisierte sie die Diphtherie-Impfprogramme in Polen.
Mit Charles Nicolle unternahm Sparrow 1931 eine Forschungsreise Mexiko und Guatemala. Zwei Jahre später holte er sie als Leiterin des Labors an sein Institut Pasteur in Tunis, wo sie bis zum Alter von siebzig Jahren in der Forschung tätig war. Sparrow wurde 1933 französische Staatsbürgerin. Dort entwickelte sie 1940 den Durand-Sparrow-Typhus-Impfstoff und leitete seit 1949 die BCG-Abteilung. Sie bildete auch amerikanische und englische Bakteriologen aus.
Im Alter von 67 Jahren untersuchte Sparrow 1958 für die Weltgesundheitsorganisation (WHO) Fieberherde in Äthiopien. Vier Jahre später setzte sie sich 1962 auf Korsika zur Ruhe.
Hélène Sparrow starb am 13. November 1970.